# Anna Katharina Emmerick
Anna Katharina Emmerick (Coesfeld, 8 settembre 1774 – Dülmen, 9 febbraio 1824) è stata una monaca cristiana, mistica e veggente tedesca, venerata come beata dalla Chiesa cattolica.

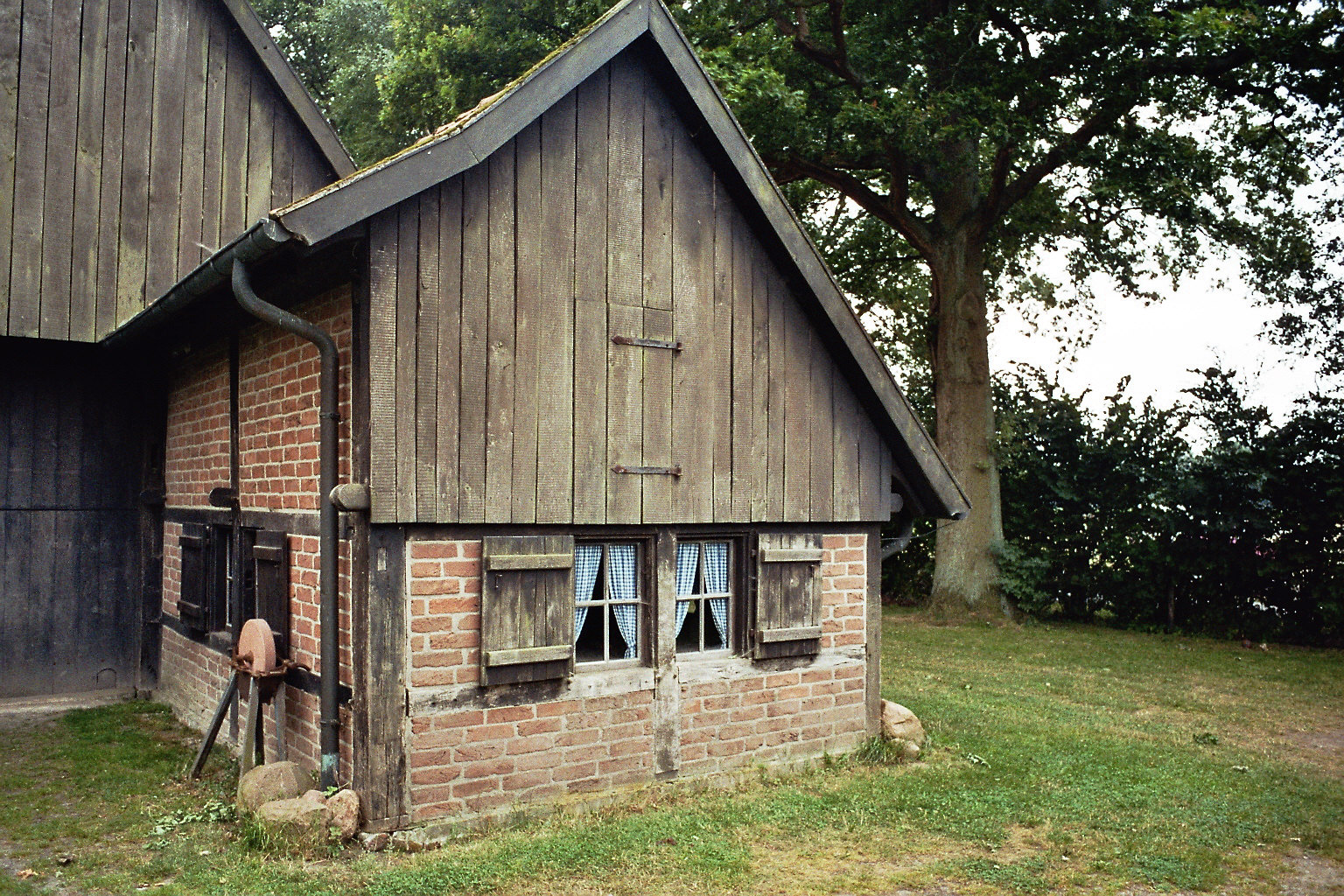
La casa in cui visse Anna Katharina Emmerick

È conosciuta soprattutto per i suoi libri sulla vita di Gesù, pubblicati da Clemens Brentano molti anni dopo la sua morte. Papa Giovanni Paolo II l'ha beatificata il 3 ottobre 2004.
Tuttavia, il Vaticano si è concentrato sulla sua pietà personale piuttosto che sugli scritti religiosi a lei associati da Clemens Brentano. Secondo il cardinale José Saraiva Martins la maggior parte dei contenuti dei libri pubblicati da Brentano non sono opera della Emmerick ma "sono scaturite dalla creatività e della fantasia artistica del Brentano".

## Biografia
Nata in una famiglia di contadini, quinta di nove figli, divenne domestica e poi sarta prima di entrare nel 1802 nel monastero delle canonichesse regolari di Sant'Agostino di Agnetenberg, presso Dülmen, insieme alla sua amica Klara Söntgen.
Tra il 1802 e il 1811 si ammalò frequentemente. Nel 1811 il monastero nel quale si trovava, a causa del movimento di secolarizzazione, venne soppresso e Anna Katharina dovette abbandonarlo. La giovane donna venne accolta come domestica presso l'Abbé Lambert, un prete fuggito dalla Francia che viveva a Dülmen. Fu in questo periodo che ricevette le stigmate.
Raccontava di avere ricevuto diverse visioni, tra le quali quella del matrimonio tra Maria di Nazaret, quattordicenne, e Giuseppe. Tuttavia le più note sono quelle riguardanti la Passione di Gesù, ricchissime di dettagli non riportati dai Vangeli, e quelle relative a Sant'Orsola, in buona parte coincidenti con le fonti medievali più attendibili sul conto della principessa martire.
Fu in cura dal dottor Franz Wesener, un medico ateo divenuto credente oltre che suo fedele amico, il quale tenne per undici anni un diario dei fenomeni occorsi alla sua paziente. Ella dovette anche sopportare persecuzioni sia in monastero che fuori. Della sua vicenda si interessò il poeta tedesco Clemens Brentano, che dal 1816 al 1824 prese nota delle visioni.
Nell'estate del 1823 il suo stato di debolezza generale peggiorò. Anna Katharina dichiarò che avrebbe unito la propria sofferenza con quella di Cristo e l'avrebbe offerta per la redenzione degli uomini, come aveva già fatto negli anni precedenti. Morì il 9 febbraio 1824. La tomba venne riaperta sei settimane dopo la morte e il corpo fu trovato incorrotto. Nel 1892, il vescovo di Münster diede inizio al processo di beatificazione. Papa Giovanni Paolo II l'ha proclamata beata il 3 ottobre 2004 durante una cerimonia solenne tenutasi in Piazza San Pietro in Vaticano.

## La dolorosa Passione del Nostro Signore Gesù Cristo
La dolorosa Passione del Nostro Signore Gesù Cristo è un libro pubblicato da Clemens Brentano basato sulle sue conversazioni con la Emmerick.
Sulla base delle conversazioni, Brentano scrisse alcuni appunti che descrivevano le sue visioni. Non scrisse gli appunti quando era con Emmerick, ma più tardi quando tornò nel suo appartamento. Poiché la Emmerick parlava solo il dialetto della Vestfalia, Brentano non poteva trascrivere direttamente le sue parole, ma le scriveva in tedesco standard in base a ciò che ricordava delle conversazioni. Brentano modificò le note più tardi, anni dopo la morte della veggente e le pubblicò come libro.

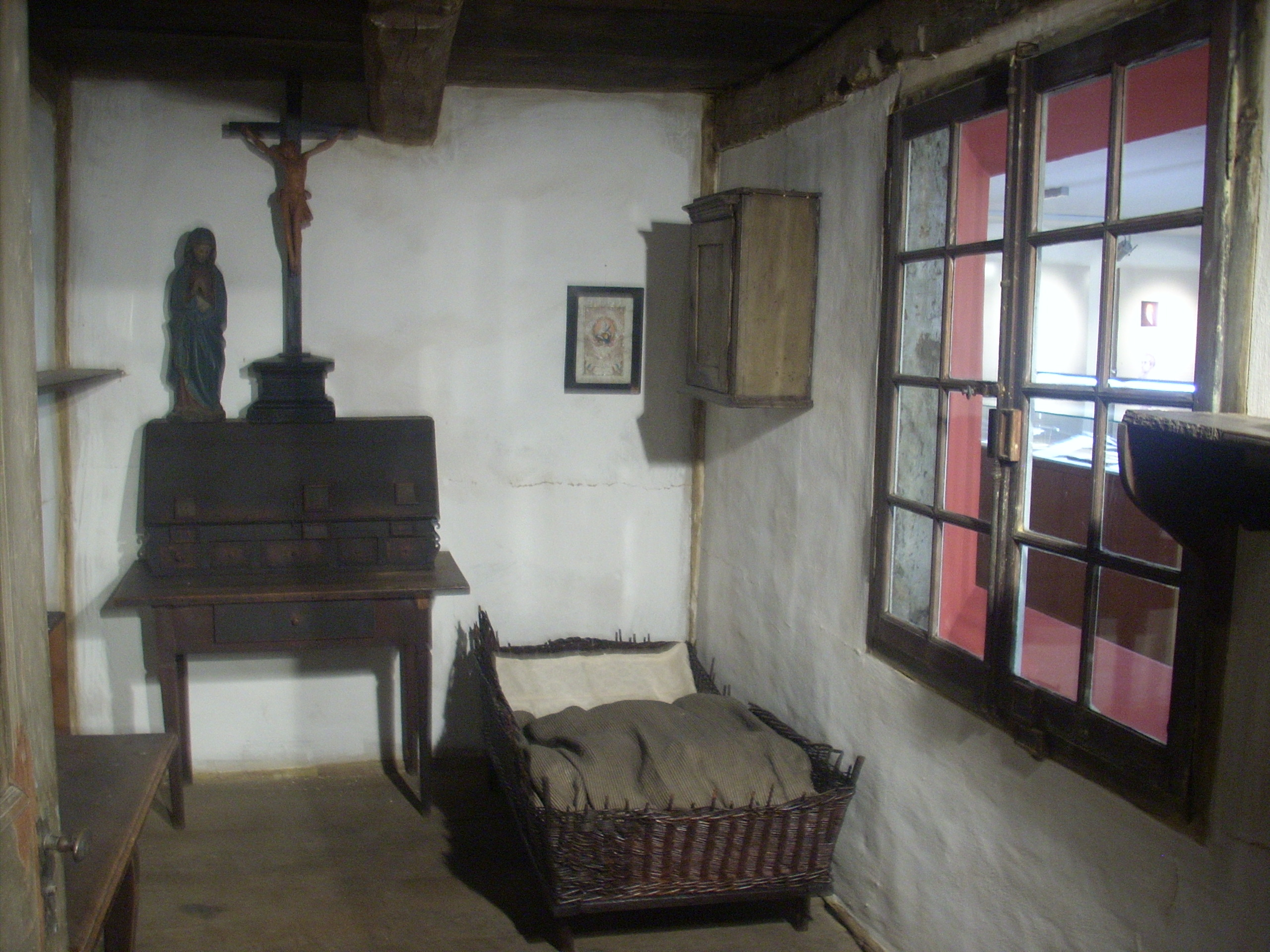
La ricostruzione della stanza di Emmerick con i mobili originali, presso la chiesa della Santa Croce a Dülmen

Quando il caso per la beatificazione della mistica fu sottoposto al Vaticano nel 1892, esperti in Germania iniziarono a confrontare e ad analizzare gli appunti originali di Brentano dalla sua biblioteca personale con i libri da lui scritti. L'analisi rivelò diverse fonti bibliche apocrife, mappe e guide di viaggio tra le sue carte, che avrebbero potuto essere utilizzate per migliorare le narrazioni della donna. 
Nella sua tesi teologica del 1923, il sacerdote tedesco Winfried Hümpfner, che aveva paragonato gli appunti originali di Brentano ai libri pubblicati, scrisse che Brentano aveva fabbricato gran parte del materiale che aveva attribuito alla Emmerick.
Nel 1928, gli esperti erano giunti alla conclusione che solo una piccola parte dei libri di Brentano poteva essere attribuita con sicurezza alla mistica. In occasione della beatificazione di Emmerick, nel 2004, la posizione vaticana sull'autenticità dei libri di Brentano fu chiarita dal sacerdote Peter Gumpel, impegnato nello studio della questione per conto della Congregazione delle Cause dei Santi: "C'è un serio problema di autenticità." Secondo Gumpel, gli scritti attribuiti alla Emmerick furono "assolutamente scartati" dal Vaticano come parte del suo processo di beatificazione. Lo ha confermato il Cardinale José Saraiva Martins in un articolo dell'Osservatore Romano.
Il regista Mel Gibson, per il suo film La passione di Cristo, si è ispirato anche ai diari della Emmerick.
La Emmerick affermava che, se si recava in un cimitero, di fronte alle tombe percepiva luce o tenebre a seconda che l'anima di quel defunto si trovasse in Paradiso o all'Inferno: davanti ad alcune tombe diceva di provare gioia e percepire una forte luce, di fronte ad altre invece provava forte tristezza e sgomento per il nero che esse emanavano.

## Casa di Maria
Alcuni archeologi austriaci, tra il 1898 e il 1899, basandosi sulle visioni della Emmerick tracciarono una mappa topografica; vennero riportati alla luce, a 9 km da Efeso, alcuni resti (mura perimetrali e focolare) di una casa che essi attribuirono al I secolo d.C. e che identificarono come l'antica abitazione nella quale la Vergine Maria e Giovanni Evangelista avevano vissuto dopo la morte di Gesù. Il sito si chiama oggi Meryem Ana. Tuttavia, non esiste alcuna prova storica o tradizione antica che la Vergine Maria si fosse stabilita a Efeso (ci sono tradizioni più forti e più antiche secondo cui Maria morì a Gerusalemme).

## Opere
- Anna Katharina Emmerick, Vita della santa Vergine Maria, San Paolo, 1978.
- Anna Katharina Emmerick, La passione del Signore nelle visioni di Anna Katharina Emmerick, San Paolo, 2011.
- Anna Katharina Emmerick, Gesù negli anni della vita pubblica, San Paolo, 2014.
- Anna Katharina Emmerick, Le rivelazioni, Cantagalli, 1998.
- Anna Katharina Emmerick, Visioni, Edizioni Cantagalli, 2004.